# Tony Lovato
Anthony Cappiello John Lovato, detto Tony (20 giugno 1980), è un cantante e chitarrista statunitense.
É la voce/chitarra della band pop-punk, Mest.
Nel 2006 dopo essersi trasferito a Los Angeles, iniziò un nuovo progetto chiamato A Permanent Holiday.
Nel 2007 Lovato fu arrestato per aver pugnalato un uomo. Le accuse di omicidio furono ritirate quando l'uccisione fu considerata giustificata dall'autodifesa.

## Carriera musicale con i Mest
Tony Lovato e suo cugino Matt Lovato hanno fondato i Mest nel 1995. Tony ha scritto la maggior parte dei testi del loro primo album Mo' Money, Mo' 40z. Il loro secondo disco, Wasting Time, è uscito nel 2000 su Maverick Records, seguito quindi dal terzo lavoro, Destination Unknown. Il quarto e ultimo Photographs è stato pubblicato nel 2005.

## Gli anni con i Confederate Storm
Quando aveva 13 anni Tony suonava la chitarra in una band chiamata Confederate Storm, un gruppo naziskin. In seguito il musicista ha dichiarato:
(Tony Lovato)
.
Nelle note del primo album uscito per la Maverick, Tony ha scritto Mi scuso con chiunque abbia ferito in passato per il mio modo di pensare ignorante, spero possiate perdonarmi.